# Tom Kenny

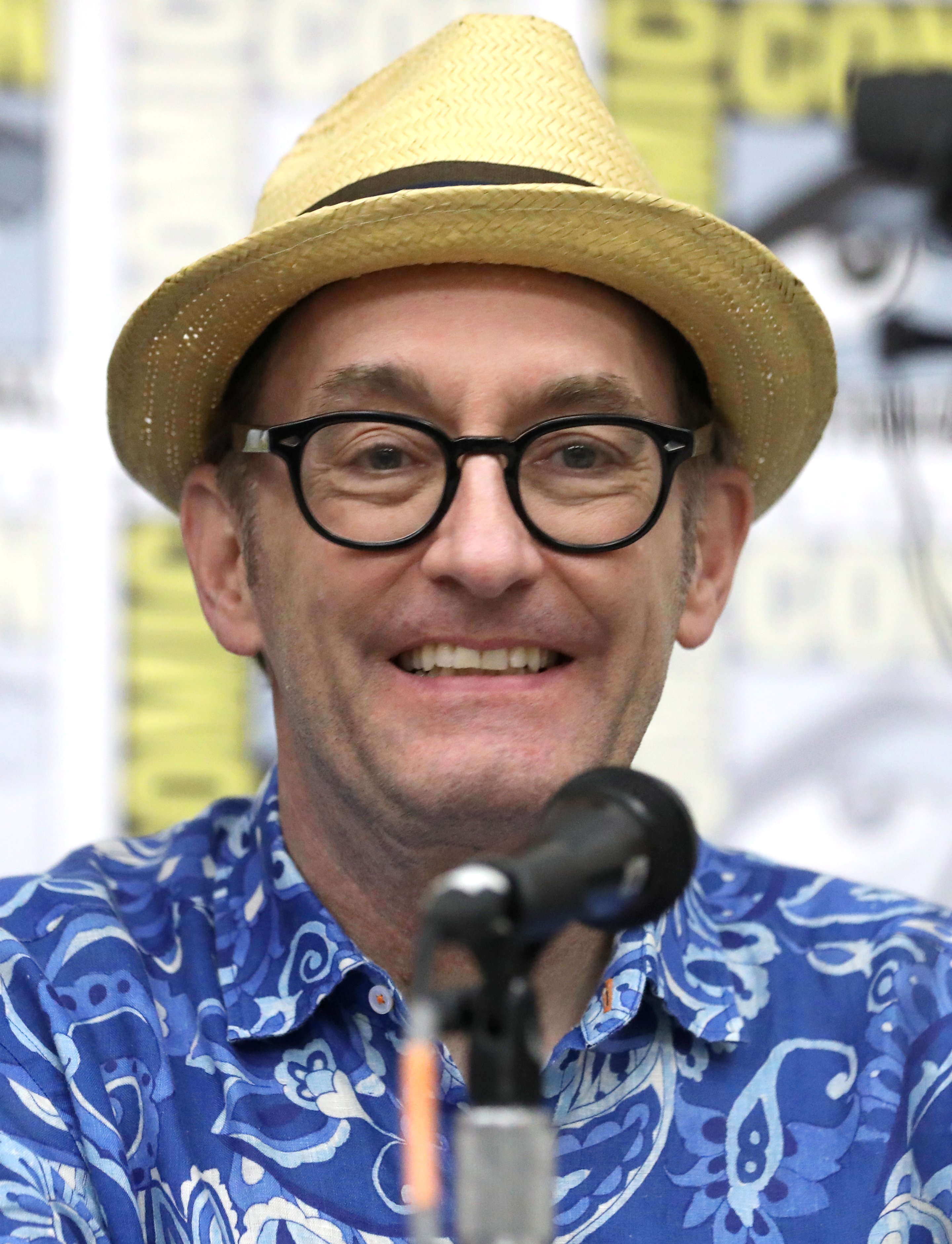
Tom Kenny (2023)

Thomas James „Tom“ Kenny (* 13. Juli 1962 in Syracuse, New York) ist ein US-amerikanischer Synchronsprecher.

## Leben
Kenny wurde vor allem dadurch bekannt, dass er im englischsprachigen Original der Zeichentrickserie SpongeBob Schwammkopf der Hauptfigur SpongeBob und einigen Nebenfiguren seine Stimme leiht und dort auch die Rolle von Patchy dem Piraten spielt.
Tom Kenny ist mit Jill Talley verheiratet, die ebenfalls als Synchronsprecherin arbeitet. Sie spielten zusammen in dem Musikvideo zu Tonight, Tonight der Smashing Pumpkins mit.
Die beiden haben eine Tochter und einen Sohn.

## Synchronarbeiten (Auswahl)
- 1992–1993: The Edge
- 1993–1996: Rocko’s Modern Life (Heffer)
- 1996: Dexters Labor (Val Hallen, Various)
- 1998–2005: The Powerpuff Girls
- 1998: CatDog (Dog)
- 1999–2011: Futurama
- seit 1999: SpongeBob Schwammkopf (SpongeBob Schwammkopf)
- 2000: Escape From Monkey Island (Videospiel)
- 2000: Spyro 3 – Year of the Dragon (Videospiel)
- 2002: Adam Sandlers acht verrückte Nächte (Eight Crazy Nights)
- 2003: Scary Movie 3
- 2003: Lilo & Stitch (Serie)
- 2004: Der SpongeBob Schwammkopf Film (SpongeBob Schwammkopf)
- 2004: Hellboy
- 2005: Sky High – Diese Highschool hebt ab! (Sky High)
- 2006: Meister Manny (Originaltitel: Handy Manny)
- 2007–2009: Transformers: Animated
- 2008–2011: Batman: The Brave And The Bold (Plastic Man)
- 2008–2010: Star Wars: The Clone Wars (4 Folgen als Nute Gunray, 2 Folgen als Silood, 2 Folgen als Lieutenant-Inspektor Tan Divo, 1 Folge als Nahdar Vebb und 1 Folge als Greedo)
- 2009: Transformers – Die Rache (als Originalstimme von Skids/Wheelie)
- 2009–2011: The Super Hero Squad Show (Iron Man)
- 2010–2018: Adventure Time (Ice King/Simon Petrikov)
- 2011: Winnie Puuh (als Originalstimme von Rabbit)
- 2011: Big Time Rush – Big Time Strandparty, Teil 1 (als Patchy der Pirat aus Spongebob Schwammkopf)
- 2011: The Cleveland Show (Dr. Fist)
- 2011: Transformers 3 (Transformers: Dark of the Moon) (Stimme)
- 2012–2015: Brickleberry (Woody)
- 2014: Rick and Morty (King Jellybean, Squanchy)
- 2014–2018: Clarence (Sumo)
- 2015: SpongeBob Schwammkopf 3D (SpongeBob Schwammkopf)
- 2017: Transformers: The Last Knight
- 2018–2022: Paradise PD
- 2018–2021: DuckTales (Dussel Duck)
- 2019: Rockos modernes Leben: Alles bleibt anders (Rocko’s Modern Life: Static Cling) (Heffer)
- 2020: SpongeBob Schwammkopf: Eine schwammtastische Rettung
- 2023: Adventure Time: Fionna & Cake (Ice King/Simon Petrikov)
- 2024: Rettet Bikini Bottom: Der Sandy Cheeks Film (SpongeBob Schwammkopf)
- 2025: Plankton: Der Film (SpongeBob Schwammkopf)